# Spackenkill
Spackenkill és una població dels Estats Units a l'estat de Nova York. Segons el cens del 2000 tenia 4.756 habitants.

## Demografia
Segons el cens del 2000, Spackenkill tenia 4.756 habitants, 1.687 habitatges, i 1.396 famílies. La densitat de població era de 631 habitants per km².
Dels 1.687 habitatges en un 37,7% hi vivien nens de menys de 18 anys, en un 74,5% hi vivien parelles casades, en un 6,2% dones solteres, i en un 17,2% no eren unitats familiars. En el 14,9% dels habitatges hi vivien persones soles el 8,5% de les quals corresponia a persones de 65 anys o més que vivien soles. El nombre mitjà de persones vivint en cada habitatge era de 2,8 i el nombre mitjà de persones que vivien en cada família era de 3,1.
Per edats la població es repartia de la següent manera: un 27,2% tenia menys de 18 anys, un 4,6% entre 18 i 24, un 23,1% entre 25 i 44, un 28,8% de 45 a 60 i un 16,2% 65 anys o més.
L'edat mediana era de 42 anys. Per cada 100 dones de 18 o més anys hi havia 93,8 homes.
La renda mediana per habitatge era de 77.689 $ i la renda mediana per família de 83.596 $. Els homes tenien una renda mediana de 61.454 $ mentre que les dones 41.349 $. La renda per capita de la població era de 35.774 $. Entorn del 0,4% de les famílies i l'1,5% de la població estaven per davall del llindar de pobresa.